# Hersiliola
Hersiliola là một chi nhện trong họ Hersiliidae.